# One Year of Love
«One Year of Love» (укр. «Один рік любові») — пісня-рок-балада та сингл британського рок-гурту «Queen». Її написав у 1985 —1986 роках басист гурту Джон Дікон і вона вийшла в альбомі «A Kind of Magic».

## Про пісню
Пісню написав Джон Дікон та заспівав Фредді Мерк'юрі для фільму «Горець», де вона грала по радіо під час сцени у барі. Пісня є любовною темою фільму, де головний герой — безсмертний Коннор Маклеод, що прожив не одне століття, одного разу закохався в смертну дівчину і був сильно засмучений її смертю, через це він довго боявся знову закохатись в когось, але у XX столітті він закохався в журналістку Бренду Вайтт.
В альбомній версії пісні Джон Дікон грає на синтезаторі Yamaha DX-7 та використовується струнний оркестр під супроводом Лінтона Нейффа. У пісні присутній саксофон, на якому зіграв Стів Грегорі, сесійний музикант, який раніше брав участь у записі пісні Джорджа Майкла «Careless Whisper» 1984 року, що посіла першу позицію в британському чарті.
Пісню написано в тональності Ре мажор. Дікон вирішив замінити гітарні компоненти саксофонним соло після обговорення з Браяном Меєм, який не з'являється у пісні.
У цій пісні є відсилання до іншої пісні, написаної Джоном Діконом (спільно з Фредді Мерк'юрі) — «Pain Is So Close to Pleasure».

## Реліз
Пісня вийшла як сингл лише у Франції та Іспанії, і виконувалася під час сцени у барі у фільмі «Горець». Сингл потрапив у чарти лише у Франції. На стороні «Б» були записані пісні «Gimme the Prize» (на всіх синглах), «Seven Seas of Rhye» (на французькому 12" синглі) і «Princes of the Universe» (на іспанському 12" синглі). У 1992 році в США пісня вийшла як промо-сингл. Гурт ніколи не грав пісню у своїх живих виступах.

## Версії пісні
У альбомі і на всіх синглах вийшла альбомна версія, яка триває 4 хвилини 26 секунди. Також існує подовжена версія пісні, вона триває 6 хвилин 40 секунд, вона вийшла тільки на американському бонусному CD до спеціального видання фільму «Горець». На американському промо-синглі пісня вийшла в злегка скороченому вигляді (тривалістю 3 хвилини 51 секунду).

## Музиканти
- Фредді Мерк'юрі — вокал і бек-вокал
- Роджер Тейлор — ударні
- Джон Дікон — бас-гітара, драм-машина, синтезатор, семплер
- Стів Грегорі — саксофон
- Лінтон Нейфф — оркестрове аранжування

## Вплив
Кавер-версії до цієї пісні створила британська співачка Елейн Пейдж і включила її до свого альбому «The Queen Album» 1988 року та нідерландська співачка Стеві Енн у 2006 році. Пісня посіла 6 позицію у рейтингу «Топ-10 пісень „Queen“ Джона Дікона» від «Ultimate Classic Rock». Вони казали, що Дікон «виражає свої емоції тут такими способами, на які його колеги по гурту (особливо Фредді Мерк'юрі) рідко наважувалися», описуючи її як «щиросердну баладу» та відзначаючи «рідкісну появу саксофону» й «пишне струнне аранжування», яке підносить романтичний сенс пісні.